# Retrato de la infanta Isabel Clara Eugenia
El Retrato de la infanta Isabel Clara Eugenia es una de las obras más conocidas del pintor español Alonso Sánchez Coello. Es un óleo sobre lienzo, pintado hacia el año 1579. Mide 116 cm de alto y 102 cm de ancho y se exhibe actualmente en el Museo del Prado de Madrid.

## Historia y descripción
En este retrato, Alonso Sánchez Coello, retratista de la corte, representa a la infanta Isabel Clara Eugenia, a los trece años de edad; era la hija favorita de Felipe II de España y con los años llegó a ser gobernadora de los Países Bajos. El cuadro está fechado en 1579 y firmado por el autor. Estuvo en el Alcázar de los Austrias y en el Palacio de El Pardo, formando parte de las colecciones reales de la monarquía española. 
Es uno de los retratos de Sánchez Coello en los que ensalza el poder y la dignidad de los miembros de la casa real. Sigue el estilo marcado por el flamenco Antonio Moro con influencia de la escuela veneciana, conocida a través de las obras de Tiziano que había en la corte. Es un retrato de tres cuartos. 
La infanta, que contaba entonces con trece años, está representada de pie, apoyando el brazo derecho en el respaldo de un sillón de terciopelo y pasamanería. La mano izquierda de la infanta cae sobre el costado, y en ella sujeta un pañuelo con ribete de encajes. En esa mano se aprecian tres anillos con piedras preciosas de colores. En la cabeza lleva un tocado de perlas rematado con una flor. Viste un vestido blanco de seda, con bordado de oro y piedras preciosas. Siguiendo la tendencia veneciana, cuida Sánchez Coello de tratar con detalle las texturas de los ropajes y los aderezos de joyería.
El fondo es oscuro, con lo que se realza al personaje protagonista.
La infanta mira directamente al espectador, pero su expresión es distante, sin evidenciar ningún rasgo de su carácter.
Este tipo de retrato cortesano sería seguido por pintores posteriores, como Juan Pantoja de la Cruz, Bartolomé González y, en último término, por Velázquez.